# Sikory (Płońsk)
Sikory est un village polonais de la gmina de Raciąż dans le powiat de Płońsk de la voïvodie de Mazovie dans le centre-est de la Pologne.

## Histoire
De 1975 à 1998, le village appartenait administrativement à la voïvodie de Ciechanów.